# تپه گوری فرامرز میر ولی
تپه گوری فرامرز میر ولی مربوط به مفرغ است و در شهرستان کوهدشت، بخش رومشگان، دهستان رومشگان غربی، روستای شیخ‌آباد قاطر چی واقع شده و این اثر در تاریخ ۲۳ بهمن ۱۳۸۵ با شمارهٔ ثبت ۱۷۱۸۰ به‌عنوان یکی از آثار ملی ایران به ثبت رسیده است. در حال حاضر صاحب ملک مورد نظر علی سوری میباشد 